# Václav Mareš
Václav Mareš (1. září 1940 Strážkovice – 30. května 2009 Praha) byl český herec.

## Život
Původním povoláním strojní zámečník rád recitoval a hrál ochotnicky divadlo. Od roku 1959 do roku 1963 studoval na pražské DAMU. Ihned po ukončení školy získal své první angažmá v Divadle Na zábradlí, kam jej pozval legendární režisér Jan Grossman. V roce 1968 odešel do libeňského Divadla S. K. Neumanna, kde působil až do roku 1988, z čehož 6 let vykonával funkci jeho ředitele. V roce 1988 odešel do Divadla E. F. Buriana, působil i v dalších pražských divadlech. V posledních letech hostoval v Dejvickém divadle a v zájezdovém divadle Pavla Trávníčka. Zemřel na rakovinu ve věku 68 let.
Jednalo se také o poměrně oblíbeného filmového a televizního herce.

## Filmografie

### Televize
- 1967 Raport
- 1968 Král Ubu
- 1969 Dvě Cecilky (TV pohádka) - role: Krakonoš
- 1970 Věc Makropulos
- 1970 Radúz a Mahulena
- 1974 30 případů majora Zemana

- 2005 Zlá minuta
- 2004 Pražské padělky
- 2003 Když chcípne pes
- 2002 Tatort – Heiße Grüße aus Prag
- 2001 Nikdo neměl diabetes
- 1995 Hříchy pro diváky detektivek
- 1993 Maigret se défend
- 1992 Náhrdelník
- 1991 Vajíčko
- 1990 Popel a hvězdy
- 1989 Dlouhá míle
- 1988 Chlapci a chlapi
- 1988 Rodáci
- 1986 Gottwald
- 1985 Bylo nás šest
- 1985 Slavné historky zbojnické
- 1984 Této noci v tomto vlaku
- 1983 Kudláčkova metoda
- 1983 Vzpurní svědkové
- 1977 Malý pitaval z velkého města
- 1982 Jehla
- 1982 Tři spory: Spor herečky Kvapilové
- 1980 Arabela
- 1979 Zlatí úhoři
- 1977 Nemocnice na kraji města

- 2005 - 2008 Ulice
- 2005 Milovníci aneb Naprosto nevydařené rande
- 2005 Černá karta
- 2007 Muž a stín
- 2008 Ulice: Velká trojka

### Film, výběr
- 2005 Krev zmizelého
- 2002 Borůvkový vrch
- 2002 Waterloo po česku
- 2001 Jak ukrást Dagmaru
- 2000 Pramen života
- 1999 Byl jednou jeden polda III. – Major Maisner a tančící drak
- 1997 Byl jednou jeden polda II. – Major Maisner opět zasahuje!
- 1997 Konto separato
- 1996 Šeptej
- 1994 Nexus
- 1989 Vážení přátelé, ano
- 1987 O zatoulané princezně
- 1984 Poklad hraběte Chamaré
- 1983 Bota jménem Melichar
- 1982 Smrt talentovaného ševce: dle stejnojmenného románu Václava Erbena
- 1981 Tajemství hradu v Karpatech
- 1980 Vrchní, prchni
- 1979 Kam nikdo nesmí
- 1978 Píseň o stromu a růži
- 1976 Dům Na poříčí
- 1975 Osvobození Prahy
- 1974 Případ mrtvého muže
- 1974 Dvacátý devátý
- 1974 Motiv pro vraždu
- 1974 Sokolovo
- 1973 Milenci v roce jedna
- 1971 Člověk není sám
- 1970 Hrabě Drakula
- 1970 Nahota
- 1968 Panenství a kriminál
- 1965 Škola hříšníků
- 1961 Spadla s měsíce